# Острув-Крулевський
Острув-Крулевський (пол. Ostrów Królewski) — село в Польщі, у гміні Жезава Бохенського повіту Малопольського воєводства.
Населення — 362 особи (2011).

## Демографія
Демографічна структура станом на 31 березня 2011 року:
|          | Загалом | Допрацездатний вік | Працездатний вік | Постпрацездатний вік |
| -------- | ------- | ------------------ | ---------------- | -------------------- |
| Чоловіки | 186     | 45                 | 119              | 22                   |
| Жінки    | 176     | 47                 | 95               | 34                   |
| Разом    | 362     | 92                 | 214              | 56                   |